# Маринич Віталій Петрович
Віта́лій Петро́вич Мари́нич (нар. 2 лютого 1992, смт Рокитне, Рівненська область, Україна — пом. 22 травня 2014, поблизу смт Ольгинка, Волноваський район, Донецька область, Україна) — солдат Збройних сил України, учасник російсько-української війни.

## Короткий життєпис
Народився 2 лютого 1992 року в селищі міського типу Рокитне на Рівненщині. 2008 року закінчив навчально–виховний комплекс «Школа І-ІІІ ст. — ліцей» смт Рокитне, 2010-го — Рокитнівський професійний ліцей, та здобув професію «Муляр, пічник, штукатур». З квітня 2010 по квітень 2011 проходив строкову військову службу на посаді механіка автомобільного відділення взводу матеріально-технічного забезпечення Військового інституту телекомунікацій та інформатизації НТУУ «КПІ» (місто Київ).
З вересня 2012 року по лютий 2014 року працював на посаді пожежного-рятівника 10-ї державної пожежно-рятувальної частини Головного управління Державної служби України з надзвичайних ситуацій у Рівненській області в смт Рокитне, молодший сержант служби цивільного захисту. Мешкав у великій дружній родині, з батьками, двома братами, невісткою та племінником. В лютому 2014 року звільнився з частини ДСНС, планував поїхати на заробітки та одружитися.
З початком російської збройної агресії проти України призваний за частковою мобілізацією 10 квітня 2014 року.
Солдат, розвідник розвідувального взводу 3-го механізованого батальйону 51-ї окремої механізованої бригади, м. Володимир-Волинський.
Разом із підрозділом у травні 2014 року ніс службу на блокпосту № 10 поблизу смт Ольгинка Волноваського району. Уранці між 4 та 6 годинами 22 травня 2014 року блокпост був атакований проросійськими сепаратистами «ДНР», які під'їхали на інкасаторських машинах, та почали несподіваний масований обстріл із вогнепальної зброї, у тому числі з кулеметів, мінометів, РПГ, ПЗРК. В результаті обстрілу здетонував боєкомплект в одній з бойових машин, що призвело до збільшення людських втрат внаслідок вибуху. У цьому бою загинули 16 бійців 51-ї бригади. 14 жовтня в госпіталі від поранень помер 17-й боєць.
Тіла загиблих під Волновахою двома літаками доставили у Рівненський аеропорт, прощальна церемонія відбулася на 233-му загальновійськовому полігоні смт Нова Любомирка. Серед загиблих троє рівнян: 34-річний водій-санітар з Радивилівщини Андрій Нечипорук та двоє розвідників з Рокитнівського району — 22-річний Віталій Маринич та 23-річний Леонід Озеранчук.
27 травня 2014 року Віталія поховали на кладовищі смт Рокитне. Залишились батьки, двоє братів та наречена.

## Нагороди
4 червня 2015 року Указом Президента України разом із іншими бойовими побратимами, які загинули із Віталієм Мариничем у бою під Волновахою, за особисту мужність і високий професіоналізм, виявлені у захисті державного суверенітету та територіальної цілісності України, вірність військовій присязі, нагороджений медаллю «Захиснику Вітчизни».

## Вшанування пам'яті
У серпні 2014 року в Рокитному біля районного будинку культури відбулося урочисте відкриття стели героям «Небесної сотні» та військовослужбовцям, які загинули в зоні АТО. Окремі стенди присвячені бійцям, котрі загинули на Сході України, Леоніду Озеранчуку та Віталію Мариничу з Рокитного, Станіславу Кулакевичу з села Блажево.
На фасаді будівлі НВК «Школа — ліцей» в смт Рокитне по вул. Жовтнева, 8 відкрито меморіальну дошку на честь випускника школи Віталія Маринича.
У Рокитнівській пожежній частині, де служив Віталій, на фасаді будинку відкрито меморіальну дошку на його честь.